# Carinesta orientalis
Carinesta orientalis är en djurart som tillhör fylumet slemmaskar, och som beskrevs av Punnett 1900. Carinesta orientalis ingår i släktet Carinesta och familjen Tubulanidae. Inga underarter finns listade i Catalogue of Life.